# Machesney Park
Machesney Park is een plaats (village) in de Amerikaanse staat Illinois, en valt bestuurlijk gezien onder Winnebago County.

## Demografie
Bij de volkstelling in 2000 werd het aantal inwoners vastgesteld op 20.759. In 2006 is het aantal inwoners door het United States Census Bureau geschat op 22.423, een stijging van 1664 (8,0%).

## Geografie
Volgens het United States Census Bureau beslaat de plaats een oppervlakte van 32,1 km², waarvan 31,1 km² land en 1,0 km² water.
Machesney Park ligt aan de Rock River, een zijrivier van de Mississippi met een lengte van naar schatting 459 kilometer.

## Plaatsen in de nabije omgeving
De onderstaande figuur toont nabijgelegen plaatsen in een straal van 16 km rond Machesney Park.